# Helicoverpa fusca
Helicoverpa fusca là một loài bướm đêm trong họ Noctuidae.